# Hartkeks

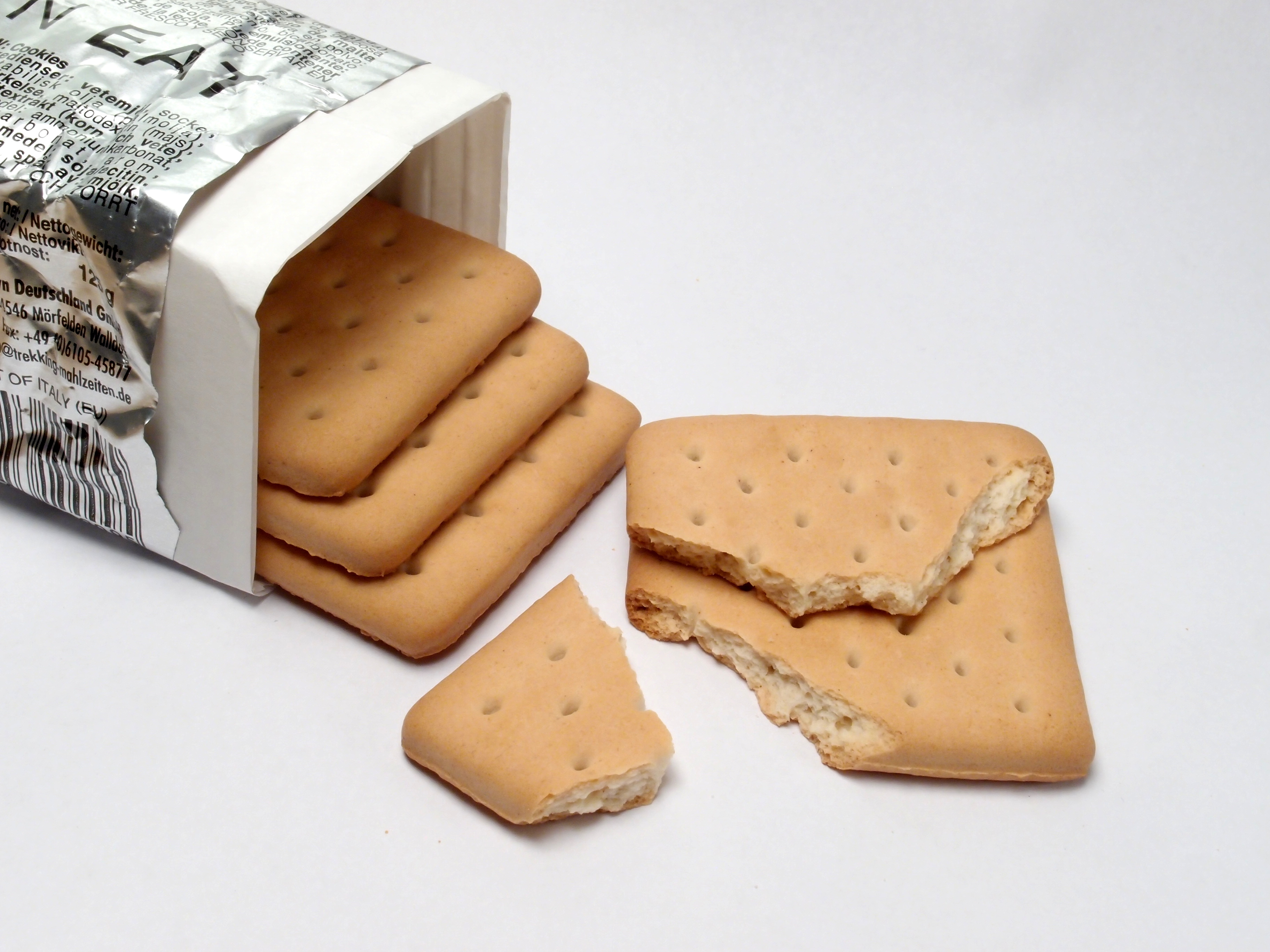
Hartkekse

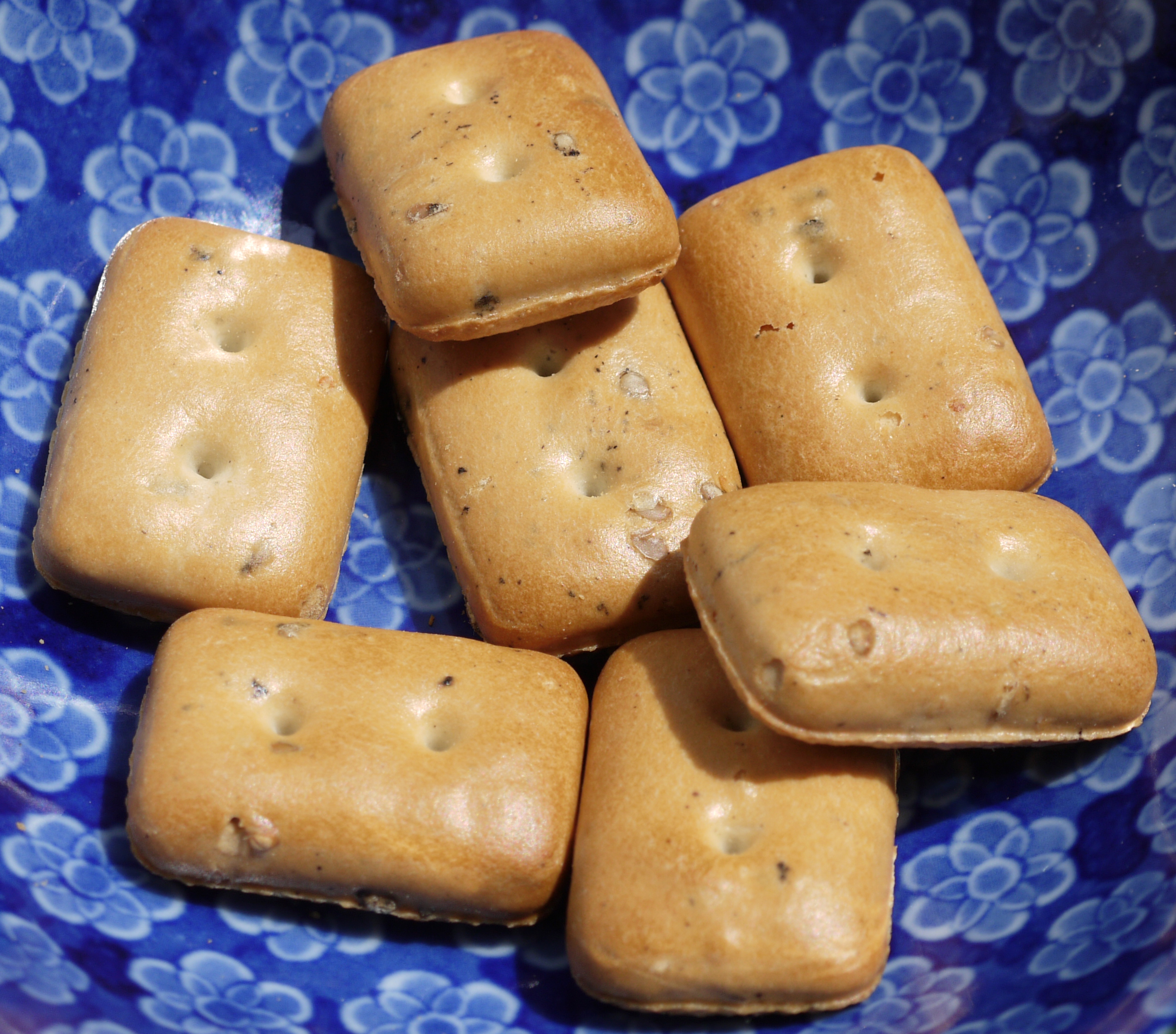
Japanischer Kanpan für die Streitkräfte

Der Hartkeks besteht – im Gegensatz zum mürben Keks – aus einem festen, relativ fettarmen Teig. Der Teig ist nicht hart im eigentlichen Sinne. Typische Vertreter sind die Butterkekse oder die mit Creme zusammengesetzten Doppelkekse.
Sie werden aus einem fett- und zuckerarmen Teig hergestellt, der vor dem Backen gewalzt, ausgestochen und intensiv gestippt wird (mit kleinen Einstichen versehen), um Blasenbildung zu vermeiden.
Wegen ihrer langen Haltbarkeit zählt man Hartkekse zu den Dauerbackwaren. Durch ihren sehr geringen Wassergehalt sind sie im Allgemeinen nicht anfällig für mikrobiellen Verderb. Als kostengünstiges, gut lager- und transportierbares Gebäck werden sie bei den Streitkräften vieler Staaten zur Feldverpflegung eingesetzt, eignen sich aber auch als Wanderverpflegung oder für andere zivile Zwecke.

## Geschichte
Schon im Römischen Reich gab es ein panis militaris, ein Militärbrot, das als haltbare Kost den Soldaten als Wegzehrung diente. Durch mehrmaliges Backen (daher der Ausdruck „Zwieback“) wurde der Wassergehalt reduziert.
Vom 17. bis Mitte des 19. Jahrhunderts wurden Hartkekse vorzugsweise aus Roggenmehl hergestellt, während später die Verwendung von Weizenmehl üblich wurde.
Vor der Erfindung der Konservendosen waren Hartkekse (engl. hardtack) bzw. Schiffszwieback ein Hauptbestandteil der Verpflegung bei Militär, Schifffahrt und längeren Reisen. Diese Hartkekse enthielten aus Gründen der besseren Haltbarkeit weder Zucker noch Fett und waren flache, harte Tafeln oder tellergroße Scheiben, die nur nach Eintauchen in Flüssigkeit genießbar waren.
Dauerbackwaren dieser Art fanden auch als Schiffsproviant Verwendung und wurden Schiffszwieback, Manöverzwieback oder Hartbrot genannt. Mit dem heutzutage üblicherweise als „Zwieback“ bezeichneten Gebäck, welches meist süß, relativ locker und direkt essbar ist, besteht nur wenig Gemeinsamkeit.

## Heutige Verwendung
Moderne Hartkekse enthalten Fett und Zucker und sind zur Erhöhung der Haltbarkeit sauerstoffdicht verpackt. Sie werden als Sondernahrungsmittel für Ernährungshilfe, zur Verpflegung von Soldaten und als Expeditionsnahrung eingesetzt. Sie sind im Unterschied zu historischen Rezepten zwar hart, aber direkt essbar.
Bei der Bundeswehr war der Hartkeks, unter dem Spitznamen „Panzerplatte“ bzw. „Panzerplatten“, von den 1950er bis etwa der Mitte der 1990er Jahre in den Einmannpackungen in Packungen zu 125 g enthalten, bis er durch weniger süße und salzigere Alternativen wie Kräcker, Dosenbrot und Sesamriegel ersetzt wurde. Er ist rechteckig, mit den ungefähren Abmessungen von 4 cm × 5 cm × 0,5 cm. Die hellbraunen, unverzierten und leicht süßlich schmeckenden Hartkekse werden aus Weizenmehl, Zucker, ca. 12 % teilweise gehärteten Pflanzenfetten, Dextrose, Salz und Backtriebmittel (Natriumhydrogencarbonat, Ammoniumhydrogencarbonat, Natriummetabisulfit) hergestellt und sind in ihrer luftdichten Verpackung lange haltbar. Packungen, die Luft gezogen haben, verderben recht schnell und die Kekse bekommen einen unangenehmen Geruch nach ranzigem Fett.
Im Fachhandel für Trekking-Bedarf sind Hartkekse erhältlich, die ähnliche Abmessungen, Konsistenz, Farbe und Geschmack haben wie die einstige Bundeswehr-Variante. Auch andere Ausführungen, zum Beispiel in runder Form, sind erhältlich.